# 1. deild karla
1. deild karla (eller Inkasso-deildin af sponsormæssige årsager), er den næstøverste fodboldrække i islandsk fodbold.
Af klimatiske årsager spilles der mest i foråret og om sommeren. Ligaen har 12 hold.